# ديفيد جي. شوارتز (كاتب خيال علمي)
ديفيد جي. شوارتز (بالإنجليزية: David J. Schwartz)‏ (22 سبتمبر 1970)؛ روائي أمريكي.